# Pic de Comalesbienes
El Pic de Comalesbienes és una muntanya que es troba en el terme municipal de la Vall de Boí, a la comarca de l'Alta Ribagorça. Està situat en el límit del Parc Nacional d'Aigüestortes i Estany de Sant Maurici i la seva zona perifèrica.

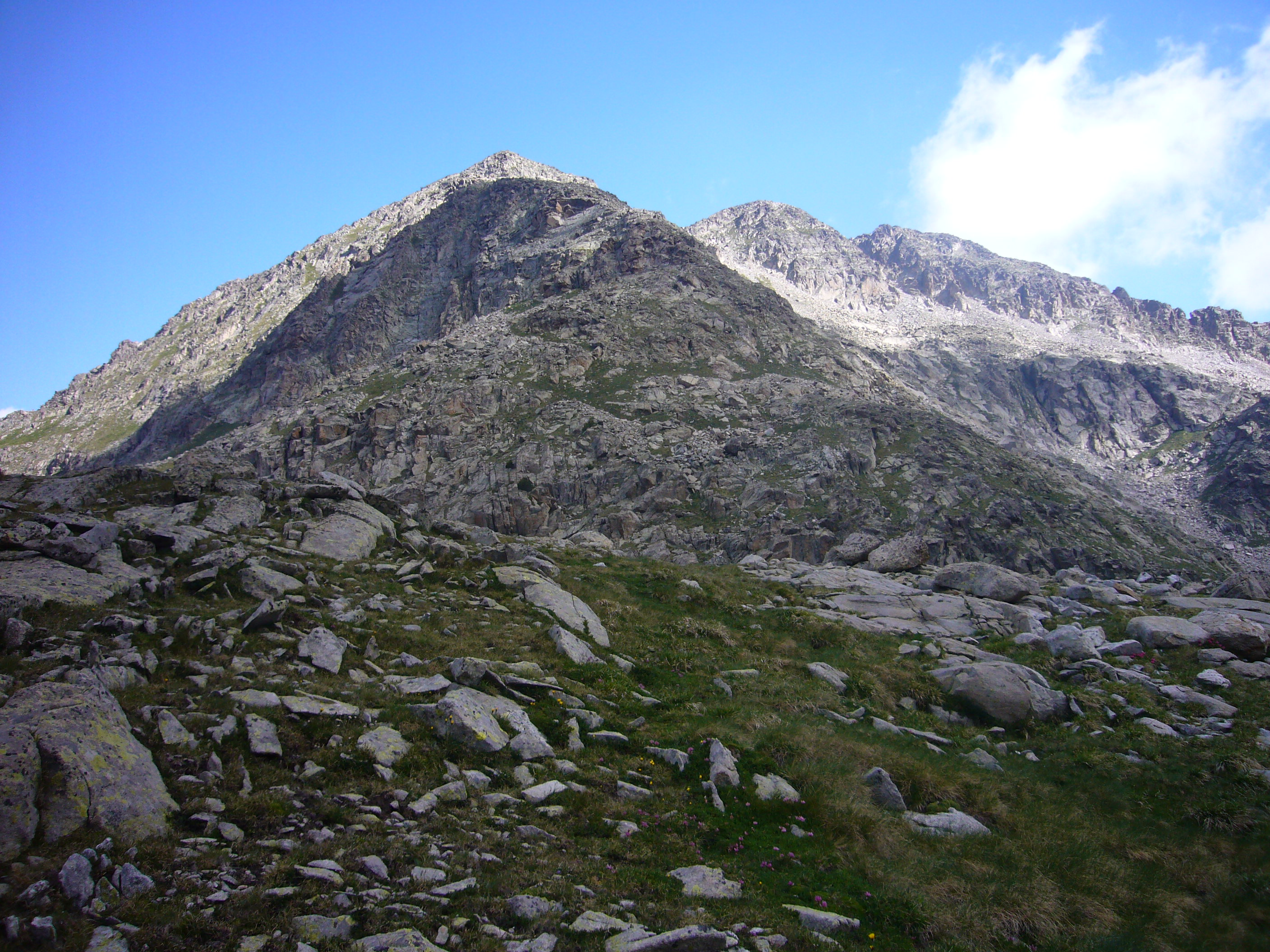
Pic i Punta Alta de Comalesbienes

El pic, de 2.993,3 metres, situat al sud-oest de la Punta Alta de Comalesbienes, s'alça en la carena que separa l'oriental Vall de Comalesbienes de l'occidental Capçalera de Caldes.

## Rutes[2]
El punt d'inici del camí de Comalesbienes es troba al costat del barratge que tanca l'accés per carretera a la Presa de Cavallers, uns 400 metres abans d'arribar-hi, a 1.743 metres d'altitud. Els arbres i arbusts acompanyen l'ascensió pel barranc en el seu primer tram, després les tarteres i pastures comencen a pendra protagonisme, per relegar totalment als arbres al voltant dels 2.400 metres. Arribant als 2.575, al peu del Tossalet del Pletiu (2.626 m), ara ja dins del circ, apareix el primer estanyet; la vegetació aquí és ja minsa, el paisatge està dominat pels grans blocs granítics i un caos de roques de totes mides. Abans de creuar el rierol que uneix els dos estanys majors, el camí abandona el seu progres cap a l'est per encarar el pic que es troba al nord-oest. Des del cim es pot atacar la Punta Alta de Comalesbienes.